# Фигура на Лисажу
Фигура на Лисажу е крива, която представлява геометричното място на резултантното преместване на точка, в която се наслагват две или повече периодични движения, най-често с една и съща честота и под прав ъгъл.
Изразена формално, фигурата на Лисажу е графиката, отговаряща на системата параметрични уравнения
{\displaystyle x=A\sin(at+\delta ),\quad y=B\sin(bt)},
която описва наслагващи се хармонични трептения.
Как ще изглежда фигурата на Лисажу зависи в много голяма степен от съотношението a/b:
- Когато това съотношение е 1, фигурата е елипса, със специални частни случаи:
  - окръжност при A = B, δ = π/2 радиана, и
  - права линия при δ = 0.
- Друг прост частен случай на фигура на Лисажу е параболата: при a/b = 2, δ = π/2.
- Другите съотношения водят до по-сложни криви, които са затворени само и единствено в случаите, когато съотношението a/b е рационално число.

Тази фамилия криви е изследвана от Натаниъл Боудич през 1815 и по-късно, в подробности – от Жул Лисажу през 1857 г. Приложение намира в области като физика и астрономия.
- Примери за фигури на Лисажу
- a = 1, b = 2 (1:2)
- a = 3, b = 2 (3:2)
- a = 3, b = 4 (3:4)
- a = 5, b = 4 (5:4)
- a = 5, b = 6 (5:6)
- a = 9, b = 8 (9:8)